# Gatunek literacki
Gatunek literacki – forma utworu literackiego; jednostka klasyfikacyjna podrzędna względem rodzaju i nadrzędna do odmiany gatunkowej.
Próby zdefiniowania gatunku literackiego pojawiały się już w starożytnej Grecji (Platon podzielił sztuki na opisujące rzeczywistość lub naśladujące ją, zaś Arystoteles utworzył w swej Poetyce zasady podziału gatunku literackiego). W czasach późniejszych w renesansie próbowano na podstawie starożytnych reguł wzbogacić listę gatunków literackich o np. romans, zaś w romantyzmie powstały gatunki mieszane, jak ballada.
Dziś brak jednej teorii gatunku literackiego, każda ze szkół metodologicznych inaczej określa jego cechy charakterystyczne. Nauka o gatunkach i rodzajach literackich to genologia.
W literaturach Zachodu do najważniejszych gatunków literackich należą:
- w obrębie liryki: elegia, fraszka, hymn, oda, pieśń, sonet, tren i psalm;
- w obrębie epiki: nowela, opowiadanie, powieść, bajka epigramatyczna, bajka narracyjna, epopeja (epos), przypowieść;
- w obrębie dramatu: dramat właściwy, komedia, opera (libretto) i tragedia;
- gatunki mieszane – łączące cechy różnych rodzajów literackich, np. ballada, satyra, poemat dygresyjny, poemat heroikomiczny czy powieść poetycka;
- gatunki pograniczne – z pogranicza literatury artystycznej, naukowej i publicystyki, np. esej, felieton, reportaż.